# کریستیان کرن
کریستیان کِرْنْ (به آلمانی: Christian Kern) صدراعظم اتریش و عضو حزب سوسیال‌دموکرات اتریش است. وی پیش از صدراعظمی اتریش مدیرعامل اجرایی شرکت فدرال ترابری ریلی اتریش (ÖBB) بود.

## زندگی
کریستیان کرن در چهارم ژانویه سال ۱۹۶۶ در وین به دنیا آمد. مادرش منشی و پدرش کارگر برق کار بود.

## سیاست
چند روز پس از استعفای ورنر فایمان به علت فشار ناشی از شکست نامزد حزب سوسیال‌دموکرات اتریش در انتخابات ریاست جمهوری اتریش، کریستیان کرن در صبح ۱۷ می ۲۰۱۶ از سوی حزب سوسیال‌دموکرات اتریش به عنوان صدراعظم پیشنهاد و در بعد از ظهر همان روز از سوی هاینتس فیشر رئیس‌جمهور اتریش تأیید و به مقام صدراعظمی منصوب گردید.